# Burgtreswitz
Burgtreswitz ist ein Ortsteil des Marktes Moosbach im oberpfälzischen Landkreis Neustadt an der Waldnaab. 

## Geographie
Das Kirchdorf liegt etwa einen Kilometer nordwestlich von Moosbach an der Pfreimd. Über dem Tal erhebt sich das ehemalige Schloss.

## Burg in Treswitz

### Historischer Überblick
Erstmals urkundlich erwähnt wurde der Ort 1218 mit der Nennung des Ritters Pernoldus von Draeswitz als Ministerialer der Grafen von Ortenburg-Murach. Bereits davor ist slawische Aktivität überliefert, die Gründung des Ortes ist vermutlich darauf zurückzuführen. 1272 kam die Burg in den Besitz der Wittelsbacher, gegründet wurde sie im 12. Jahrhundert von den Sulzbachern.
Vor den Wittelsbachern herrschten im 12. und 13. Jahrhundert die Ritter von Draeswitz. Die folgenden 300 Jahre wurde Treswitz der „Pfalz bei Rhein“ zugerechnet. In dieser Zeit wurde Treswitz zu einer mächtigen Burg erweitert.
1304 wurde Konrad II von Paulsdorf als erster Pfleger in Burgtreswitz genannt. Das Amt Treswitz umfasste die Gebiete um Moosbach, Eslarn und Waidhaus. 1410 erhielt Treswitz die niedere Gerichtsbarkeit, 1585 die hohe Gerichtsbarkeit. 1594 erfolgte der Zusammenschluss der Pflegeämter Treswitz und Tännesberg mit Sitz in Burgtreswitz.
Erst 1628 wurde Treswitz wieder bayerisch und demzufolge ein kurbayerisches Pflegamt und Gericht.
Im Dreißigjährigen Krieg wurde die Burg 1634 durch kaiserliche Truppen zerstört. Der Wiederaufbau zog sich in mehreren Abschnitten über Jahrzehnte hin. 1690 wurde die erste heilige Messe in der neuen Schlosskapelle „Zur Unbefleckten Empfängnis“ gefeiert.
Die Lichtenstern-Pfleger brachten Treswitz im 18. Jahrhundert einen großen Aufschwung mit der Schaffung eines Landgerichts als Höhepunkt. Der Einzugsbereich erfasste die Orte Vohenstrauß, Moosbach, Pleystein, Eslarn, Waidhaus, Tännesberg, Waldthurn und Leuchtenberg. 1809 wurde das nahegelegene Vohenstrauß Gerichtsort und die Bedeutung der Ortschaft und des Schlosses schwand.

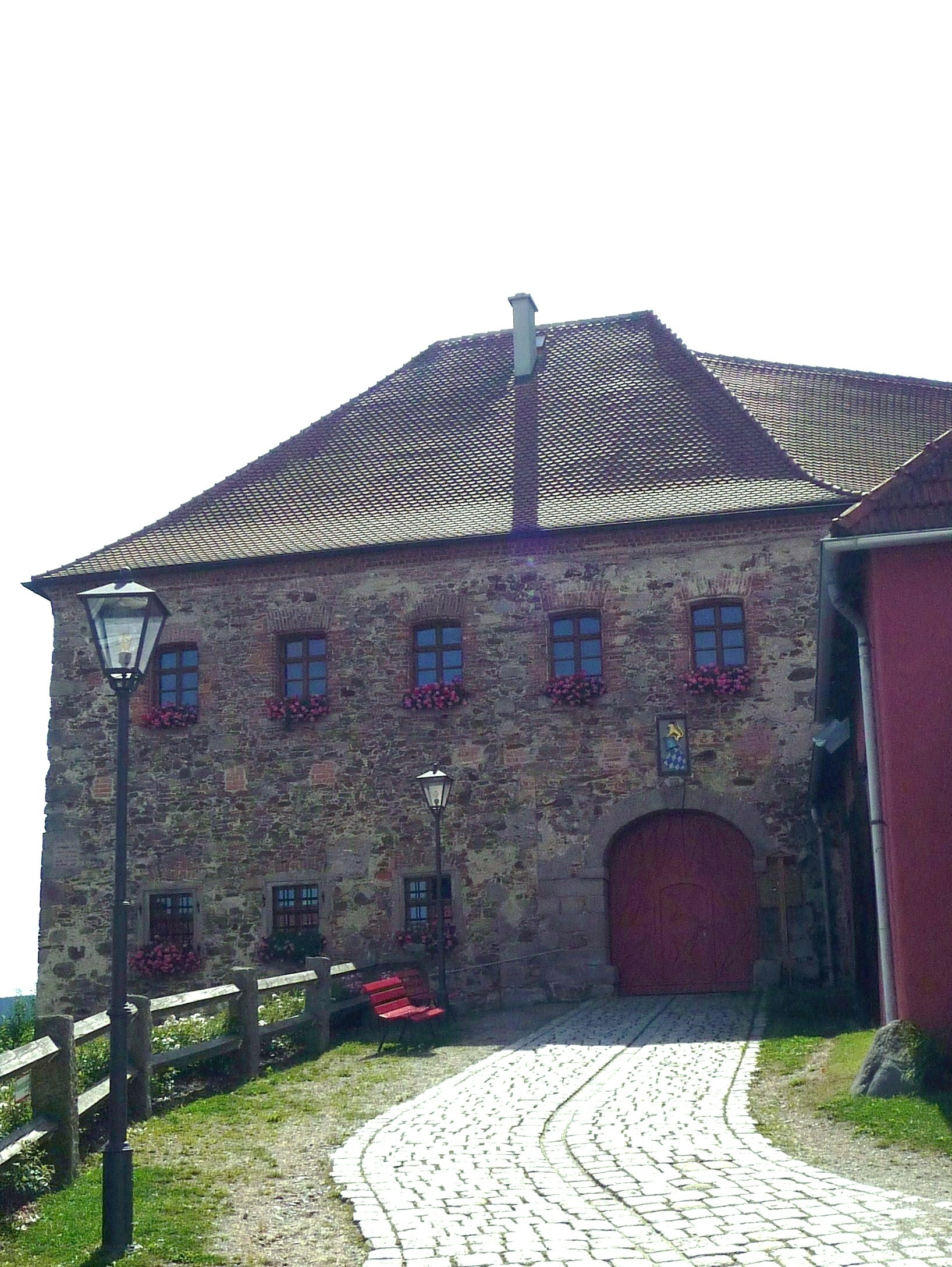
Einfahrt zur Burgtreswitz

Von 1734 bis 1735 und erneut von 1779 bis 1786 fanden Umbauten statt, in deren Verlauf der Turm abgebrochen und ein neues Torgewölbe errichtet wurde.

### Das Schloss in heutiger Form
Mitte des 18. Jahrhunderts wurden die zur Burg und zum Amt Treswitz gehörenden Wirtschafts-Grundstücke verkauft.  Das Schlossgebäude verfiel trotz mancher Sanierungsarbeiten im Jahre 1786 zusehends. Frost- und Sturmschäden der Jahre 1786 und 1788 wurden im Hinblick auf eine später mögliche Verlegung des Amts in die Friedrichsburg nach Vohenstrauß nur noch notdürftig behoben.
In den Jahren 1810 bis 1813 erwarb die Gemeinde Burgtreswitz das Schloss und verkaufte den Nordwestflügel sowie die Burgkapelle an Prälat Magnus Singer weiter. Dieser nutzte die Gunst der Stunde und veräußerte wertvolle Inventarstücke des Gotteshauses sowie seinen Anteil weiter.
Das Gebäude diente in den folgenden Jahren als landwirtschaftlicher Betrieb, Gastwirtschaft und Brauerei, die neue Nutzung brachte auch wieder Aufschwung:
Die Schlossbrauerei versorgte sechzig Gasthäuser in der Umgebung mit Bier, der kalte Steinkeller zwei Etagen unter dem Schloss war dabei ein Standortvorteil und gab die Gewähr für stets kühles Bier. 1938 stellte der Familienbetrieb Schön die Brauerei ein.
1942 hatte das Gebäude einen erneuten Eigentümerwechsel: Der Berliner Ingenieur Egon Krüger wurde neuer Schlossherr. Der Künstler Kurt Benning lernte ihn 1969 kennen und porträtierte ihn erstmals fotografisch. Später kehrte er mehrmals zurück und dokumentierte die Spuren des Lebens wie auch des Verfalls, worüber er auch in Texten reflektierte. Letztlich entstand eine Rauminstallation mit Fotos, Relikten und einem Film, die im Kölner Museum Kolumba 2016/2017 erstmals in vollem Umfang gezeigt wurde und in dessen Eigentum sie sich befindet.
Schließlich erwarb der Markt Moosbach im Jahre 1983 die Anlage mit 4867 Quadratmetern Grund im Wege des Vorkaufsrechts für nur 9000 Mark. Dies spiegelte jedoch bedauerlicherweise den tatsächlichen Wert wider: Das Dach war undicht, der Dachstuhl stark lädiert, die Mauern waren mit Schwamm und Pilz befallen. Die Außenwände rückten weiter talwärts, so dass die Statik nicht mehr stimmte und große Teile des Schlosses eingestürzt oder gefährdet waren.
Um den weiteren Verfall zu stoppen, wurde sofort mit den Sicherungsarbeiten begonnen.

## Gemeinde Burgtreswitz
Die selbständige Gemeinde Burgtreswitz wurde am 1. April 1971 aufgelöst und in den Markt Moosbach eingegliedert.

## Einwohnerentwicklung
| Jahr | Einwohner | Gebäude |
| ---- | --------- | ------- |
| 1871 | 377       | 133     |
| 1885 | 446       | 56      |
| 1900 | 363       | 55      |
| 1928 | 353       | 58      |
| 1950 | 404       | 61      |

| Jahr | Einwohner | Gebäude |
| ---- | --------- | ------- |
| 1961 | 321       | 64      |
| 1970 | 263       | k. A.   |
| 1987 | 338       | 91      |
| 2011 | 265       | k. A.   |

## Kultur und Sehenswürdigkeiten
Am 11. Juli 1885 gründeten 29 Männer im Gasthof „Zum goldenen Löwen“ die Freiwillige Feuerwehr Burgtreswitz. Am 1. April 1971 kam Burgtreswitz im Rahmen der Gebietsreform in Bayern zur Gemeinde Moosbach.
Im Schloss befinden sich ein Heimatmuseum, ein Jagd- und Fischereimuseum und eine Info-Stelle des Naturparks Nördlicher Oberpfälzer Wald mit Dauerausstellung. Seit 1997 findet jedes Jahr im Schloss Burgtreswitz Freilichttheater statt.
Weiterhin sind zahlreiche Veranstaltungen im Schloss etabliert worden mit diversen Festen, historischen Märkten und Führungen sowie Konzerten aller Art.
Die neugotische Filialkirche Mariä Unbefleckte Empfängnis wurde in den Jahren 1857 bis 1859 von der Gemeinde Burgtreswitz statt der verfallenen Schlosskapelle errichtet. Die Inneneinrichtung mit einem reichverzierten Hochaltar des 17. Jahrhunderts und sehenswerter Kanzel stammt aus der alten Schlosskapelle. Vor der Kirche befindet sich das Kriegerdenkmal, ein Granitobelisk.
Die heutige Brücke über die Pfreimd entstand um 1910. Unterhalb der Brücke steht eine Steinfigur des heiligen Nepomuk, wohl Mitte 18. Jahrhundert.
An der Straße nach Moosbach steht die Kapelle St. Sebastian aus dem 19. Jahrhundert. Dort befindet sich ein Säulenbildstock aus dem Jahr 1717.

## Bildergalerie

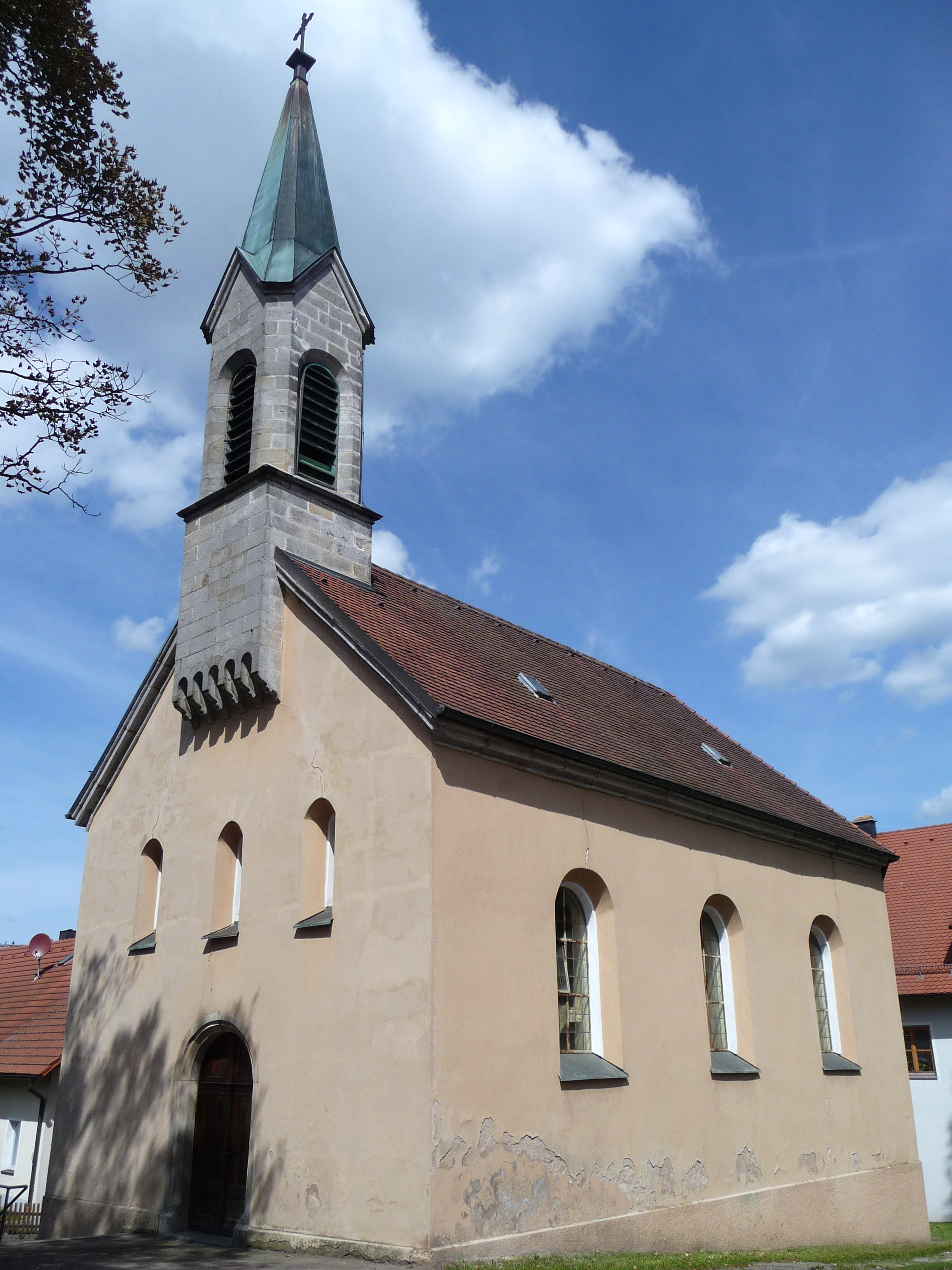
Kirche
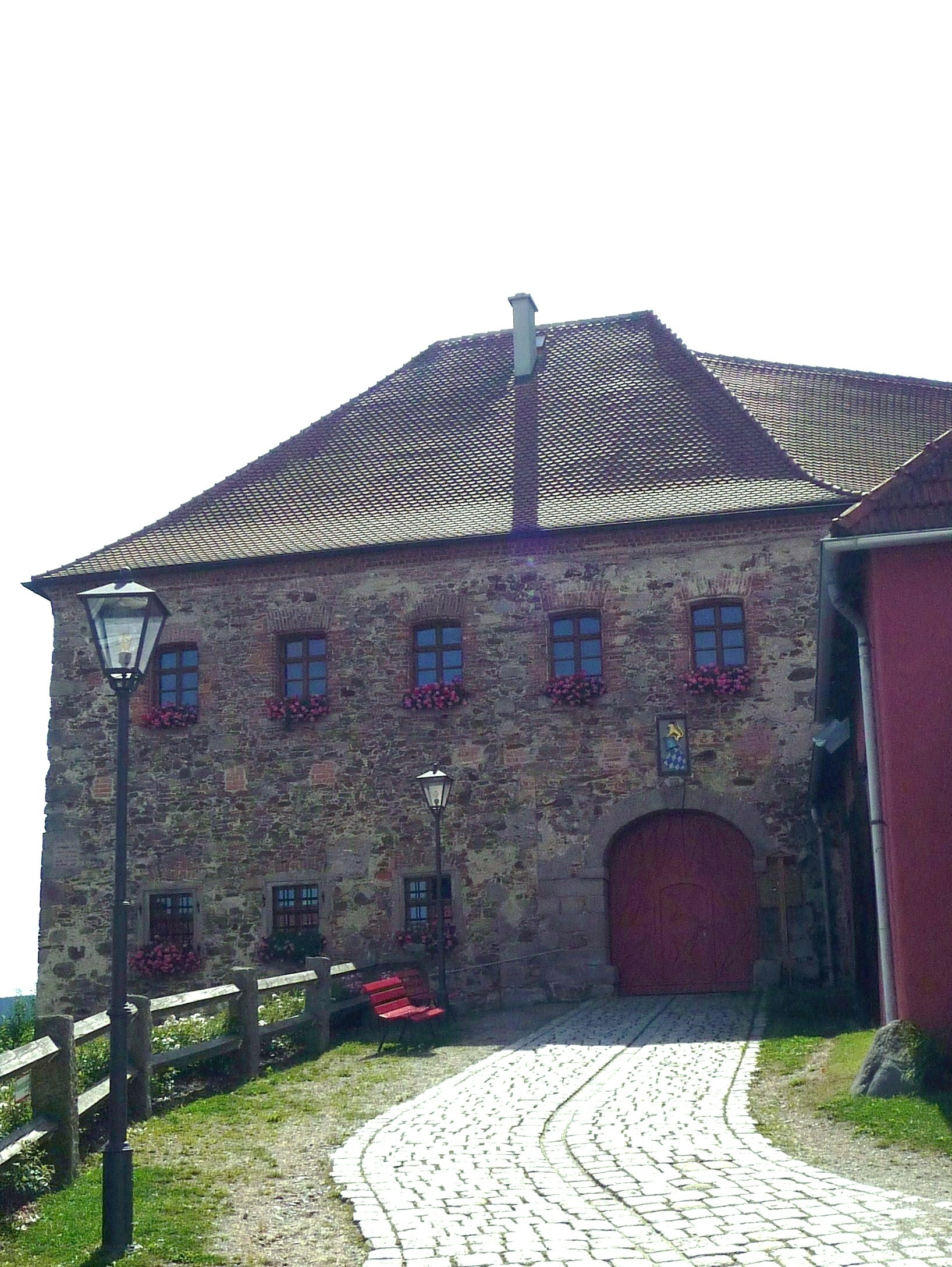
Schloss
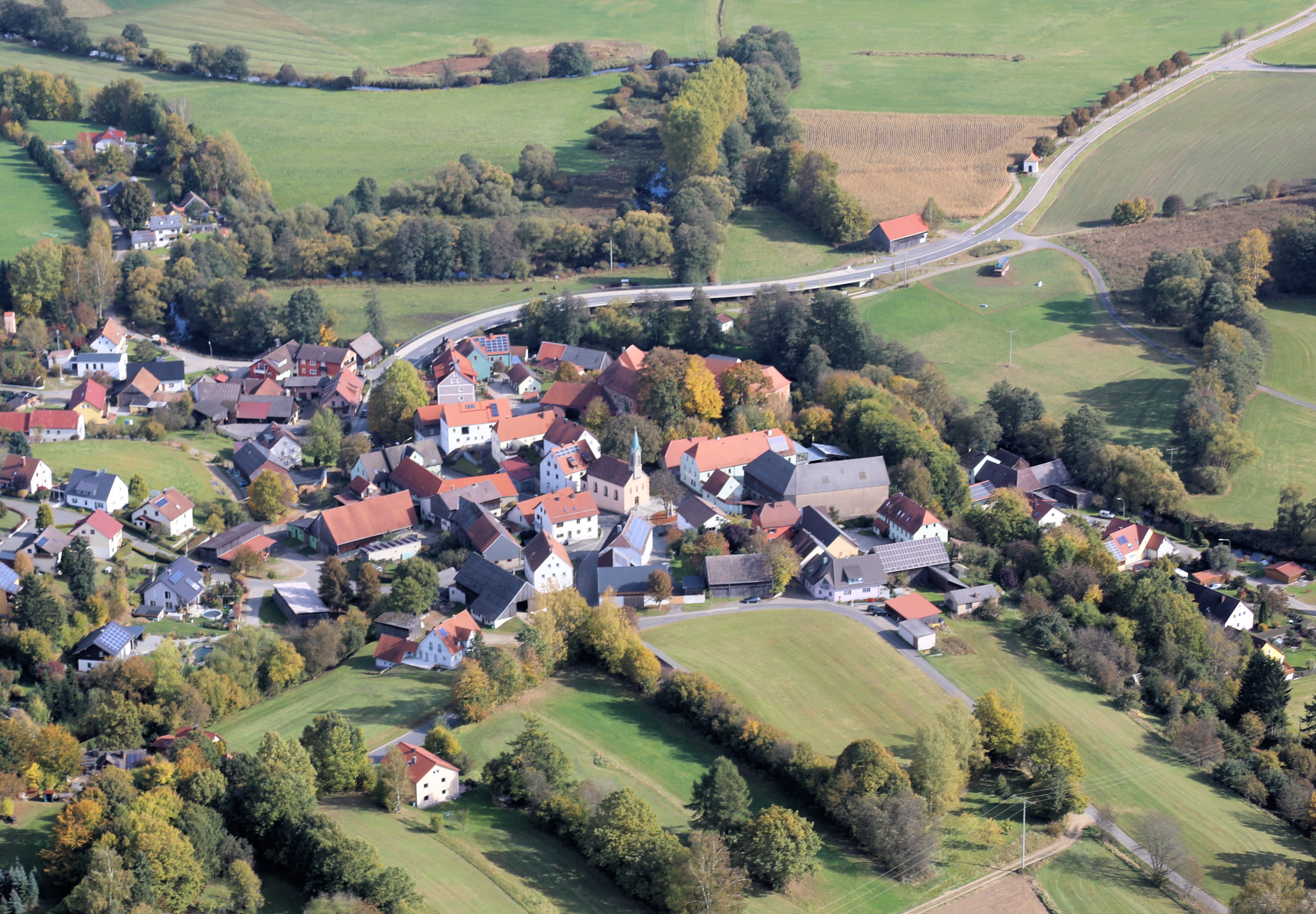
Burgtreswitz (2021)
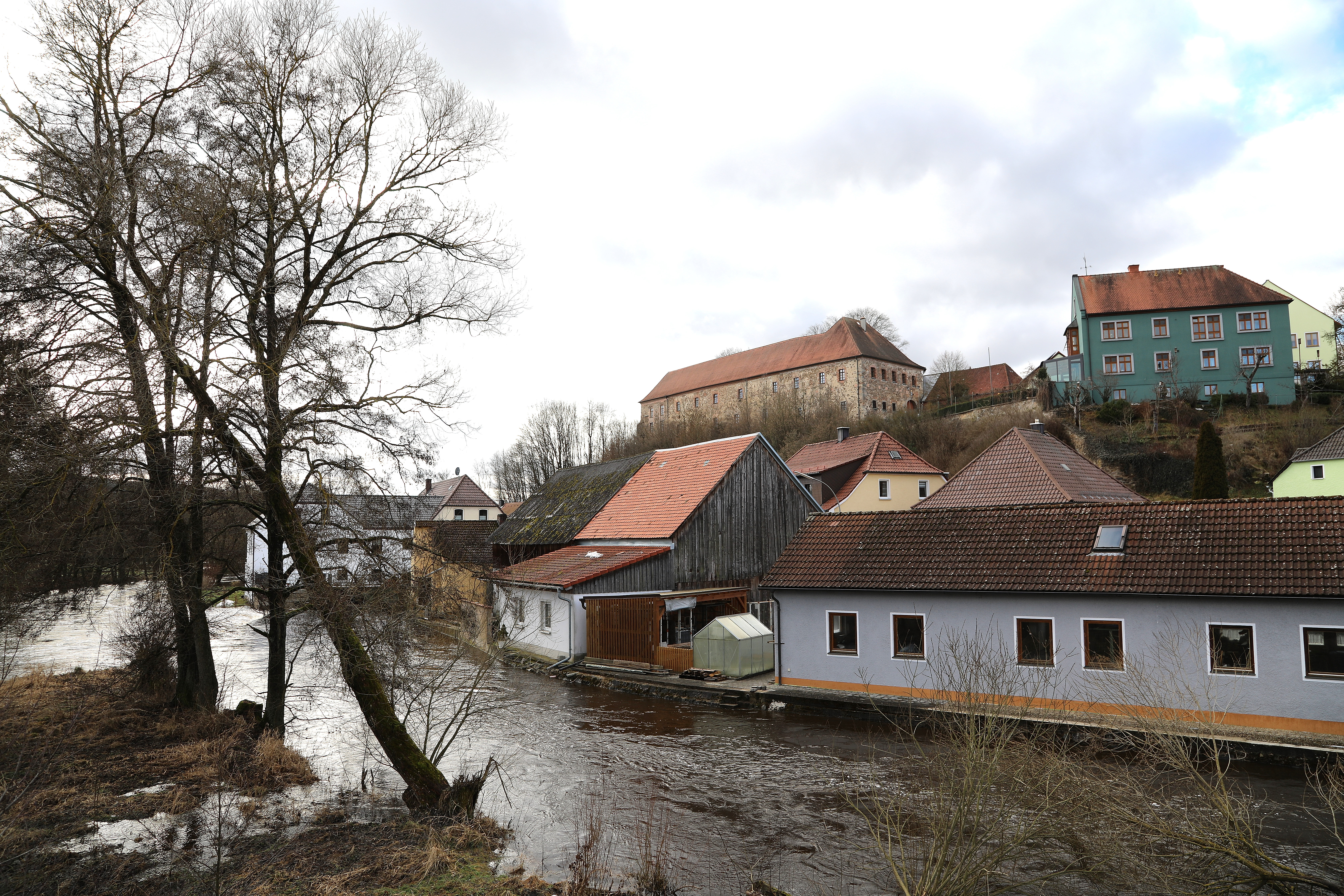
Schneeschmelze (2021)